# Arnold Berger
Arnold Berger (ur. 2 czerwca 1862 r. w Raciborzu – zm. 29 lutego 1948 r. w Seeheim) – niemiecki historyk kultury.
Po ukończeniu gimnazjum w Raciborzu rozpoczął studia filozoficzne, filologiczne i historyczne we Wrocławiu, a później Lipsku. W 1886 roku na podstawie pracy Legenda o Oswaldzie w literaturze niemieckiej (Die Oswaldlegende in der deutschen Literatur) uzyskał doktorat z filozofii. Po ukończeniu studiów został profesorem, a następnie rektorem politechniki w Darmstadt.
Był bardzo obeznany w zagadnieniach związanych z niemieckim protestantyzmem i reformacją, co też było przeważnie tematem jego prac. Był wydawcą wielu dzieł związanych z reformacją, m.in. Marcina Lutra Podstawy ewangelickiego kształtowania życia (Grundzüge evangelischer Lebensformung) oraz Trzy pisma (Drei Schriften), a także Oddziały szturmowe reformacji (Die Sturmtruppen der Reformation), Satyryczne kampanie przeciw reformacji (Satirische Feldzüge wider die Reformation), dwa tomy Scena w służbie reformacji (Die Schaubühne im Dienste der Reformation), Pieśbi, aforyzmy i bajki w służbie reformacji (Lied-, Spruch- ind Fabeldichtung im Dienste der Reformation). Jego twórczość porusza problemy z pogranicza historii i literatury, a także reformacji.

## Twórczość
- Fryderyk Wielki i literatura niemiecka (Friedrich der Große und die deutsche Literatur),
- Wilhelm II a Rzesza (Wilhelm II und das Reich),
- Młody Herder a Winckelmann (Der junge Herder und Winckelmann),
- Niemiecki idealizm wobec wojny światowej (Der deutsche Idealismus und der Weltkrieg),
- Zadania reformacji wobec kultury (Kulturaufgaben der Reformation),
- Marcin Luter w prezentacjach kulturalno-historycznych (Martin Luther in kulturgeschichtlicher Darstellung),
- Przyczyny i cele niemieckiej reformacji (Ursache und Ziele der deutschen Reformation),
- Czy humanizm i protestantyzm są przeciwnościami? (Sind Humanismus und Protestantismus Gagensätze?),
- Luter i kultura niemiecka (Luther und die deutsche Kultur),
- Luter – niemiecki prorok (Luther der deutsche Prophet).